# Condizione della donna in Iraq
Le donne irachene dall'inizio del XXI secolo si trovano immerse in una situazione di guerra, tumulti e rivolte sociali. 
Il diritto di voto è stato conseguito nel 1980. Il loro status è influenzato da molti fattori: non solamente la guerra in Iraq, ma anche il conflitto religioso settario tra sunniti e sciiti, i dibattiti concernenti il diritto islamico e la costituzione statale, le tradizioni culturali ed infine il secolarismo moderno.

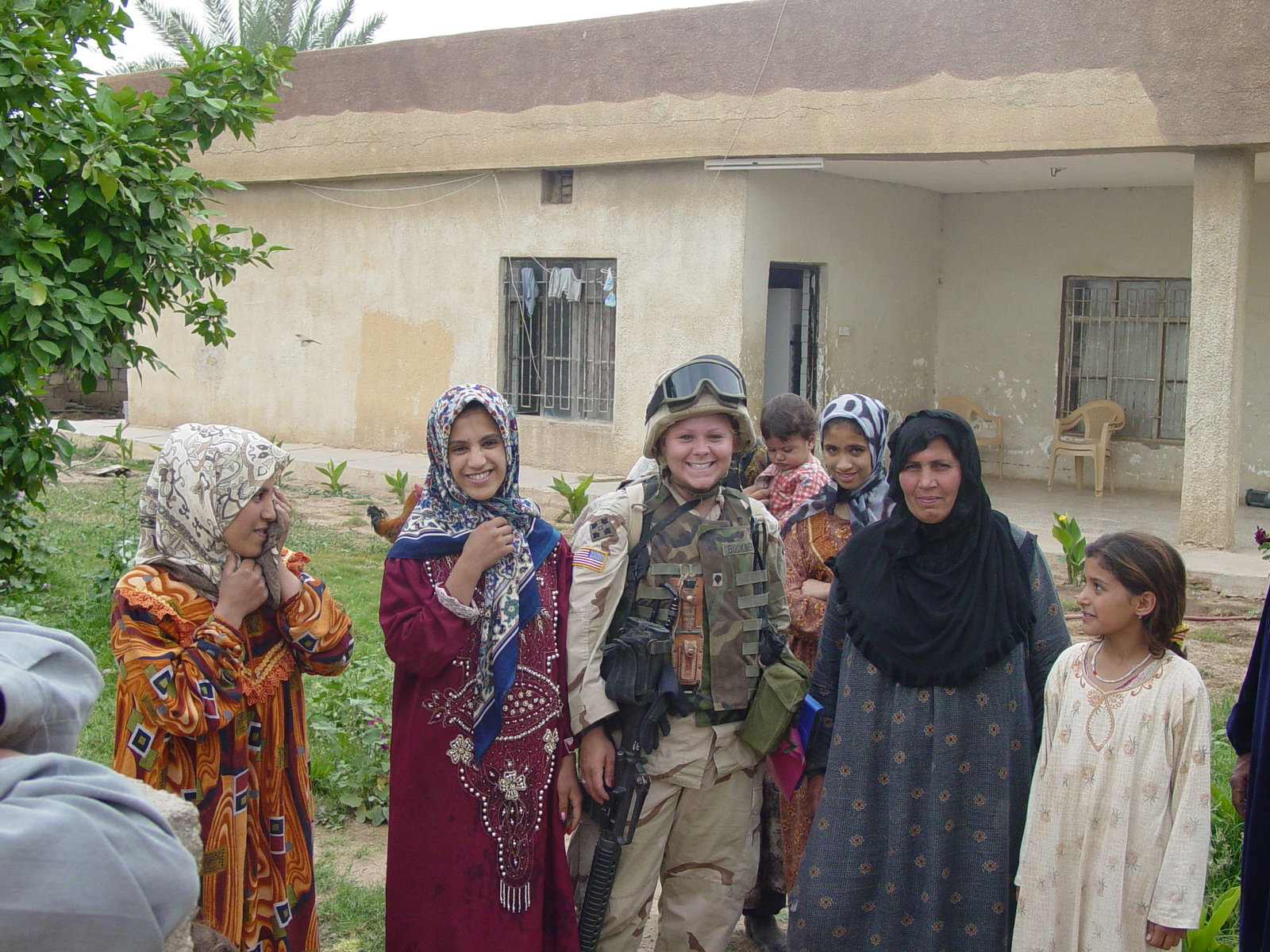
donne irachene nel 2004

Centinaia di migliaia di donne irachene si ritrovano ad essere vedove e sole a causa di tutta una serie di guerre e conflitti interni; le organizzazioni che lottano a favore dei diritti delle donne sono impegnate contro le molestie e l'intimidazione nei posti di lavoro, per promuovere miglioramenti nella condizione femminile attraverso interventi legislativi, in materia d'istruzione ed in molti altri settori.
L'Iraq è uno dei pochi paesi al mondo dove vige ancora il matrimonio riparatore.

## Istruzione
L'Iraq stabilì il suo sistema educativo nel 1921. Negli anni '70 l'educazione divenne completamente gratuita in tutti i fattori, fino alla Guerra del Golfo. Oggi il 26% delle donne sono analfabete. Le donne alfabetizzate tra i 15 e i 24 anni sono oggi l'80% del totale.

## Diritti delle donne
L'Iraq è un paese fortemente maschilista e sessista. L'8 marzo 2011 una coalizione di 17 donne irachene ha formato la Rete Nazionale per combattere la violenza contro le donne. 

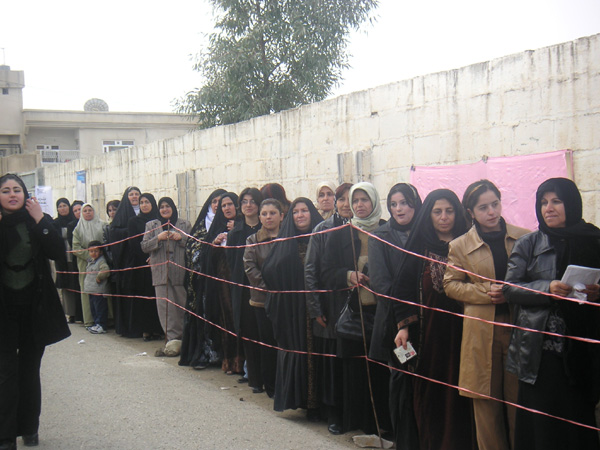
donne irachene al voto nel gennaio 2005

"The Organization of Women's Freedom in Iraq (OWFI)" è un'altra organizzazione non-governativa per difendere i diritti delle donne in Iraq, attiva sin dal 2003, con migliaiai di membri e con fondatrici Yanar Mohammed, Nasik Ahmad e Nadia Mahmood, combattendo contro il secolare maschilismo e anche contro l'occupazione americana.  
Il ruolo della donna infatti, con i governi confessionali al potere proprio dal 2003, ha subito un drastico cambiamento sul modello del vicino Iran: hijab obbligatorio, matrimoni precoci, limitazioni alla propria autodeterminazione, facendo precipitare la vita delle donne in un buco nero. 
E se per più di dieci anni, anche a causa grave conflitto che gravava sul Paese, sono state in silenzio, da mesi ormai si sono prese le piazze e lottano con i propri concittadini uomini. 
I cinque obiettivi fondamentali dell'Organizzazione sono abolire tutte le leggi che discriminano le donne:
- Separare la religione dal Governo e dall'educazione
- Eliminare le leggi che rendono ancora legale il fenomeno del delitto d'onore e renderlo finalmente illegale
- Abolire le leggi che rendono il velo di fatto obbligatorio
- Uguale partecipazione di uomini e donne nella società e nella sfera economica, amministrativa e politica.
- Abolire le scuole prettamente femminili o maschili.

## Matrimonio e diritti negati
Secondo la legge, l'età legale per una donna per sposarsi è di 18 anni. Il divorzio è molto comune ma anche il matrimonio. 
Il 13 febbraio 2020 molte donne hanno marciato in piazza Tahrir a Baghdad e in altre città per dimostrare il loro ruolo attivo nelle proteste contro la corruzione del governo. Vestite in rosa e fucsia, in molte con rose e bandiere dell’Iraq, con lo slogan “Cara patria, noi siamo le tue figlie”. 
In testa ai cortei sono state portate le gigantografie delle donne martiri della rivolta uccise dalle milizie nelle ultime due settimane. 
Alcune manifestanti hanno marciato con la bocca chiusa con il nastro adesivo, a simboleggiare la mancanza di quella libertà di espressione sancita dall’articolo 38 della costituzione irachena.

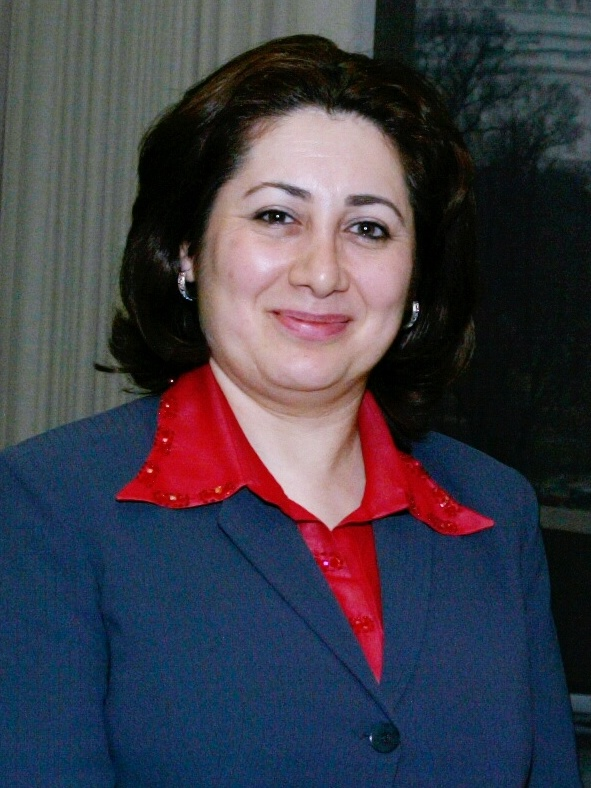
Nisrin Barwari, ministro della municipalità e dei trasporti (2003) unica donna ministro nel Governo di allora.

Dal 2020 anche le donne hanno preso parte alle manifestazioni e sono sempre più esposte nell’esigere un governo senza corruzione e la libertà ad autodeterminarsi. 
Nel 2021 una legge che tutela le donne yazide vittime di violenze sessuale sopravvissute durante lo Stato Islamico è entrata in vigore in Iraq, dopo due anni dal suo stop in Parlamento .

### Omicidi di giovani donne irachene
Tara Fares, giovane di soli 22 anni, è stata uccisa mentre era nella sua auto nel quartiere di Kam Sara a Baghdad da tre proiettili, alla testa e al petto il 27 settembre 2018. 
Anche attivista per i diritti umani e influencer, era stata eletta Miss Baghdad nel 2015 ed aveva quasi tre milioni di follower sul suo canale Instagram, grazie al quale era diventata una celebrità in tutto il mondo.
Reham Yacoub giovane donna irachena, animatrice di tante proteste antigovernative che dall’inizio di quest’anno stanno infiammando le piazze di Baghdad è stata assassinata il 19 agosto 2020 da un comando armato nel centro della cittadina, pochi giorni dopo l’uccisione di Tahseen Osama.

## Ultimi sondaggi
Secondo le ultime stime delle Nazioni Unite del 2019 il 49% della popolazione irachena è composta da donne, ma il loro ruolo nella vita politica è stato ristretto per la pressione dei partiti religiosi. 
Secondo un sondaggio del 2014 l'1% effettuato in Egitto, Tunisia, Turchia, Iraq, Arabia Saudita, Pakistan e Libano, il 4% dei musulmani intervistati in Iraq ha ritenuto giusto che le donne indossassero il burqa obbligatoriamente nel Paese, l'8% ha optato per il niqab, il 32% per lo chador, il 44% per l'Al-Amira, il 10% per l'hijab; mentre il 3% ha ritenuto giusto che girassero senza alcun velo. Il 27% ha ritenuto giusto che una donna avesse il diritto di uscire vestita come volesse.
Secondo il Global Gender Gap Report del 2019 l'Iraq si è classificato 152º su 153 paesi analizzati con un punteggio di 0,530 su un punteggio che va da 0,000 a 1,000 a causa della sua persistente disuguaglianza di genere. 
Per quanto riguarda la partecipazione politica si classifica 153ª con un punteggio di 0,227 su 1,000. Le donne costituiscono il 13% della forza lavoro (16% nel 2014), il 21.8% dei manager, di giudici e di personalità importanti sono donne, il 31% dei lavoratori professionisti sono donne. 
Il tasso di alfabetizzazione è del 44% (mentre il maschile è del 56,2%, l'86,9 delle donne hanno concluso gli studi primari, il 40,3% di loro ha concluso i secondari (22% nel 2010), mentre solo il 12% di loro ha concluso gli studi terziari. Il 25,2% dei parlamentari sono donne (26,5% nel 2014), mentre nessuna donna ha ricoperto la carica di ministro al momento all'interno del Paese.
L'età media di una donna quando mette al mondo un figlio è di 28.7 anni. Mentre il numero di figli per donna sono 3.68. Circa 79 donne su 100.000 muoiono per parto naturale (nel 2010 erano 63 ogni 100.000). 
Il Global Gender Gap Report posiziona l'Iraq 154º su 156 paesi analizzati, con un punteggio di 0,535 su 1,000

## Donne in politica
Uno dei problemi che sono persistenti in Iraq sono la presenza del matrimonio riparatore e del delitto d'onore, violenze continue, limitazioni imposte dalla Sharia e la pochissima partecipazione lavorativa e politica. 
Infatti, dal 6 maggio 2020 al 27 ottobre 2022 durante il Governo di Mustafa Al-Khadimi, una sola donna era stata nominata ministro, Nazanin Mohammed come ministro dell'alloggio e della ricostruzione.
Le donne ministro, al momento, sono state circa 8: Narmin Othman (ministro dell'educazione nel 1992), Nisrin Barwari (ministro delle municipalità e dei lavori pubblici, dal 2003 al 2004), Maysoon Al-Damluji (ministro della cultura dal 2004 al 2006), Basimah Yusuf Butrus (ministro della tecnologia e della scienza, dal 2005 al 2006), Bayan Nouri, ministro delle donne dal 18 ottobre 2014 al 16 agosto 2015, Faten Mahmoud, Naziha Jawdet Ashgah al-Dulaimi e Naziha al-Dulaimi.
Il 22 febbraio 2015 Zekra Muhammed Jaber Alwash, diventa la prima donna sindaco di Baghdad, fino al 20 settembre 2020.
Il 27 ottobre 2022, con la nascita del nuovo Governo con a capo Mohammed Shia' Al Sudani, oltre a Nazanin Mohammed, Taif Sami Mohammed è ministro delle finanze.